# ویکتور لکحل
ویکتور لکحل (انگلیسی: Victor Lekhal؛ زادهٔ ۲۷ فوریهٔ ۱۹۹۴) بازیکن فوتبال اهل فرانسه است.
از باشگاه‌هایی که در آن بازی کرده‌است می‌توان به باشگاه فوتبال لو آور اشاره کرد.
وی همچنین در تیم ملی فوتبال الجزایر بازی کرده‌است.